# Chiesa di San Donato (Gardigiano)
La chiesa di San Donato è la parrocchiale di Gardigiano, frazione di Scorzè, in città metropolitana di Venezia e diocesi di Treviso; fa parte del vicariato di Noale.

## Storia e descrizione
Ha origini molto antiche e conserva, tra l'altro, i resti di parte del suo impianto gotico originale. Fu una delle più importanti dipendenze dell'abbazia benedettina di Santa Maria Assunta di Mogliano Veneto, prima tra le 21 cappelle del monastero ad ottenere il fonte battesimale già nel 1181.
Nei registri parrocchiali è ricordato che durante alcuni lavori nel Seicento fu rinvenuto un frammento marmoreo su cui era scritto "Gardigian San Donato Huius Ecclesiae Patronus 785", con molta probabilità parte di una lapide su cui veniva ricordato l'anno della consacrazione o dedicazione della chiesa al santo patrono. Inoltre negli anni novanta fu rinvenuto fortuitamente tra la terra rimossa dalle fondazioni delle sacrestie un frammento di ridottisime dimensione di mosaico costituito da alcune "tessere" bianche in calcare, a testimonianza dell'importanza storica del sito.
La parete sud della chiesa risale probabilmente al Trecento ed è caratterizzata dalla presenza di alcuni tratti del cornicione antico ad archetti pensili e da lacerti di decorazione affrescata regalzier con losanghe pentacrome (bianche, rosse, verdi, ocra ed oro) della seconda metà del Quattrocento, la stessa porta d'accesso a sud è probabilmente originale.
La porta d'accesso della facciata era un tempo preceduta da un portico, dal quale coloro che non erano ammessi in chiesa potevano ascoltare la messa. Questo portico è ricordato nella pergamena redatta a Gardigiano il 16 maggio del 1190, per la cerimonia di presa di possesso della chiesa di San Donato da parte della Badessa Palmera del Monastero di Santa Maria di Mogliano, accompagnata da una folta schiera di autorità.
Il 7 agosto del 1343, la chiesa di Gardigiano fu teatro di un evento particolare, il battesimo di Alì figlio di Petazo, uno schiavo musulmano saraceno proveniente dalla città di Niffe (antico nome veneziano di Casablanca in Marocco). Il giovane fu battezzato col nome di Donato, come il patrono della parrocchiale, da prete Francesco rettore della chiesa di Mogliano.
La chiesa venne radicalmente restaurata a partire dal 1467 quando fu allungata verso est e allargata verso nord. I lavori durarono ben quarant'anni, visto che l'edificio fu riconsacrato il 29 aprile 1507 dal vescovo Niccolò Lupi di Gravina suffraganeo del vescovo di Treviso Bernardo de' Rossi, come recita la lapide posta all'interno della chiesa al centro della parete nord. Mentre le pareti esterne a sud rimanevano caratterizzate dagli elementi antichi, l'interno si presentava come l'attuale, con forme e linee architettoniche cinquecentesche, tipiche di diverse chiese veneziane.
La pianta appare semplice, a navata unica, ma si caratterizza per alcuni intelligenti accorgimenti architettonici, all'avanguardia per il tempo. Infatti, le pareti laterali non sono parallele e nemmeno rette, ma dalla controfacciata all'altare maggiore, rivolto a oriente come negli edifici più antichi, si aprono in maniera tale che la chiesa sembri abbracciare la comunità. L'architetto, attraverso vari espedienti, cercò inoltre di far assumere alle pur modeste dimensioni dell'edificio un aspetto più grandioso: le pareti laterali sono anche leggermente curve e rivolte verso l'esterno, evitando così la loro apparente caduta in avanti.
Durante il Settecento l'edificio subi nuovi interventi, durante i quali furono costruite le quattro cappelle laterali e vennero rialzate le pareti perimetrali. Sempre nel Settecento fu costruito il nuovo altare maggiore in marmo che andò a sostituire un antico altare ligneo cinquecentesco del quale si conserva solo la base marmorea.

## Interno

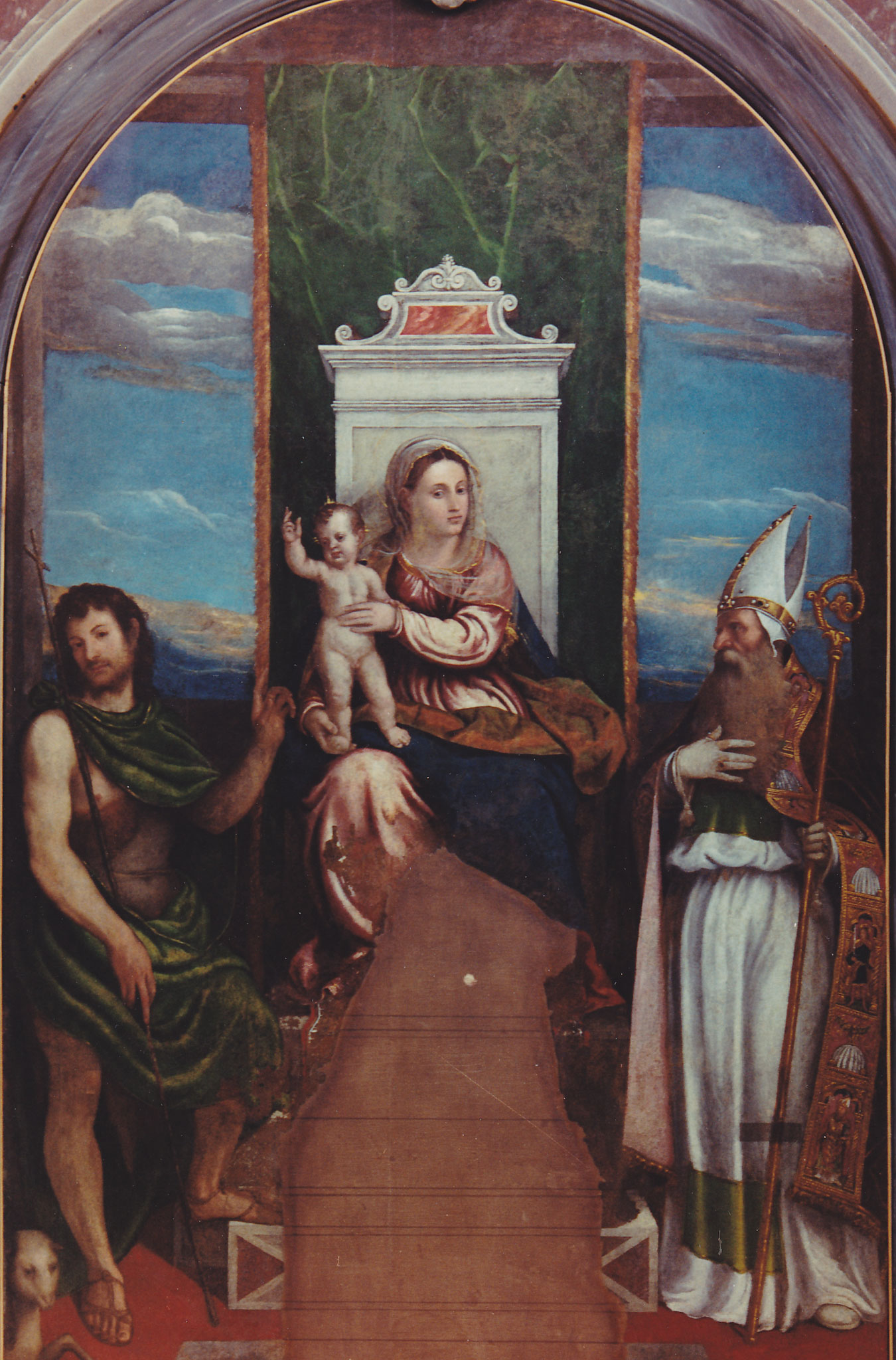
Madonna in Trono tra i santi Donato e Giovanni Battista

### Presbiterio e Altar Maggiore

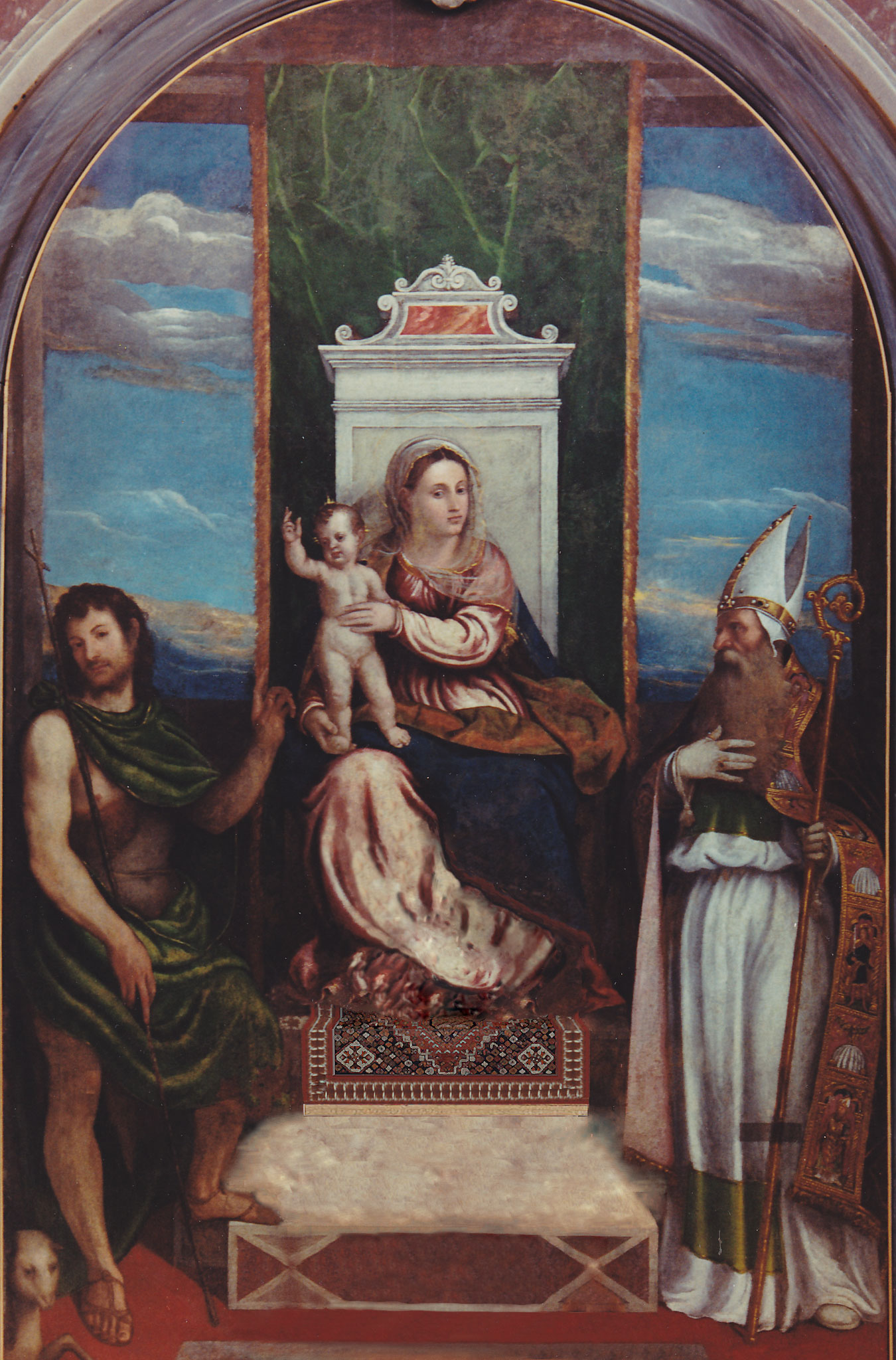
Ritocco digitale della pala d'altare della Chiesa Parrocchiale di San Donato.

Il presbiterio è separato dalla navata da due balaustre in stile rococò. Le pareti ai lati sono rivestite da un coro ligneo settecentesco che nasconde alcune decorazioni dipinte della seconda metà del Seicento e una nicchia decorata destinata a conservare gli olii santi. Sulla parete di fondo s'innalza l'Altare Maggiore, costruito dopo il 1777 dal parroco Lorenzo Girolami, in marmi bianchi e rossi fiammanti. Al di sopra dell'altare si trova un baldacchino in legno scolpito e dorato. La pala dell'altare maggiore, cinquecentesca, raffigura una Madonna con Bambino, San Giovanni e San Donato ed è stata attribuita alla scuola di Bonifacio dei Pitati, vi è anche la possibilità si tratti di un'opera del trevigiano Giampietro Silvio. Al di sopra del coro ligneo, si trovano una Cena di Emmaus, copia di dell'opera di Vittore Carpaccio conservata presso la Chiesa di San Salvador a Venezia, forse già copia di un'opera di Giovanni Bellini e attribuita a Francesco Maggiotto, e, di fronte, una Preghiera nell'orto degli Ulivi.

### Altare della Beata Vergine delle Grazie
Primo entrando lungo la parete Sud l'Altare della Beata Vergine delle Grazie, conserva un affresco miracoloso del Cinquecento staccato e trasportato in chiesa nella prima metà del settecento da un capitello. Alle pareti laterali sono affisse due lapidi in lavagna sulle quali è riportata la storia dell'evento miracoloso.

### Altare di San Giuseppe
Questo altare è caratterizzato dalla presenza di una tela di San Giuseppe, dipinta nella seconda metà del Settecento da Francesco Maggiotto

### Altare di Santa Filomena
Un tempo destinato a Battistero dalla prima metà dell'Ottocento fu trasformato in altare per desiderio dell'allora parroco Trevisanello. La tela raffigurante Santa Filomena è opera del pittore moglianese Antonio Buratti. Dalla metà del novecento fino al 1990 l'altare ospitò il gruppo scultoreo della Madonna della Cintura di Giovanni Bonazza, per cui assunse il nome di altare della Madonna della cintura.

### Altare del Sacro Cuore
L'altare del Sacro Cuore, fu eretto nel 1927 per volere dell'allora parroco Giuseppe Boschin, andando ad occupare lo spazio che dal Seicento era occupato dal gruppo scultoreo della Madonna della Cintura. Secondo alcuni la mensa in marmi policromi costituisce ciò che rimane del vecchio altar maggiore della chiesa.

### Il soffitto
Fino alla seconda metà del Settecento le travature del soffitto erano a vista. In seguito, come avvenne in molte altre chiese, fu costruita una volta ribassata intonacata. Al di sopra della volta, si trova un secondo cornicione con capitelli e parti di lesene un tempo visibili. La volta fu arricchita con tre riquadri mistilinei e stucchi e fu intonacata in marmoino bianco. Per la decorazione pittorica si attese fino al 1909 quando furono commissionate al pittore trevigiano Antonio Beni diverse decorazioni dell'intero edificio. All'interno dei riquadri furono dipinte tre importanti opere inaugurate nel 1911 e raffiguranti il Martirio e la Gloria di San Donato e Sant'Ilario e Fede e Carità. Fino alla metà del Novecento erano visibili altre numerose decorazioni andate perdute.

### Sacrestie
La sacrestia sud fu fatta costruire nei primi del novecento sulle fondazioni della più antica sacrestia cinquecentesca. Al primo piano, nel nuovo museo sono conservate diverse tele, un San Donato, i Quattro Evangelisti, un San Giuseppe, e uno stendardo con le effigi della Madonna della Cintura e Santa Filomena, una stazione di via Crucis cinquecentesca, e alcuni argenti.
La sacrestia nord costruita nel settecento è oggi adibita a cappellina. Conserva al suo interno il gruppo scultoreo della Madonna della Cintura di Giovanni Bonazza costituito da una Madonna in Trono con bambinello e dalle figure di Sant'Agostino e Santa Monica. Al suo interno si trovano inoltre due antichi confessionali riadattati secondo le esigenze moderne.
Tra le numerose reliquie spicca un frammento della Sacra Croce.

### L'organo
La cantoria e l'organo furono installati nel 1931 per volere di tutta la comunità. La cantoria fu costruita da alcuni falegnami della parrocchia mentre l'organo, dello stesso anno, è della ditta Annibale Pugina e Figli di Padova. Si tratta di un organo a trasmissione pneumatico tubolare dotato di otto registri. Lo strumento fu utilizzato e rimase in funzione sino agli anni novanta quando a seguito dei lavori di restauro della parrocchiale fu parzialmente smontato. Nel giugno 2010 dopo un restauro ricompositivo, lo strumento è tornato in funzione.

### Il Rosone
Probabilmente innestato nella facciata tra il seicento e il settecento come suggerisce la sua forma quadrilobata, è oggi adornato da una vetrata artistica raffigurante l'incontro tra Gesù risorto e la Maddalena.

## Il campanile

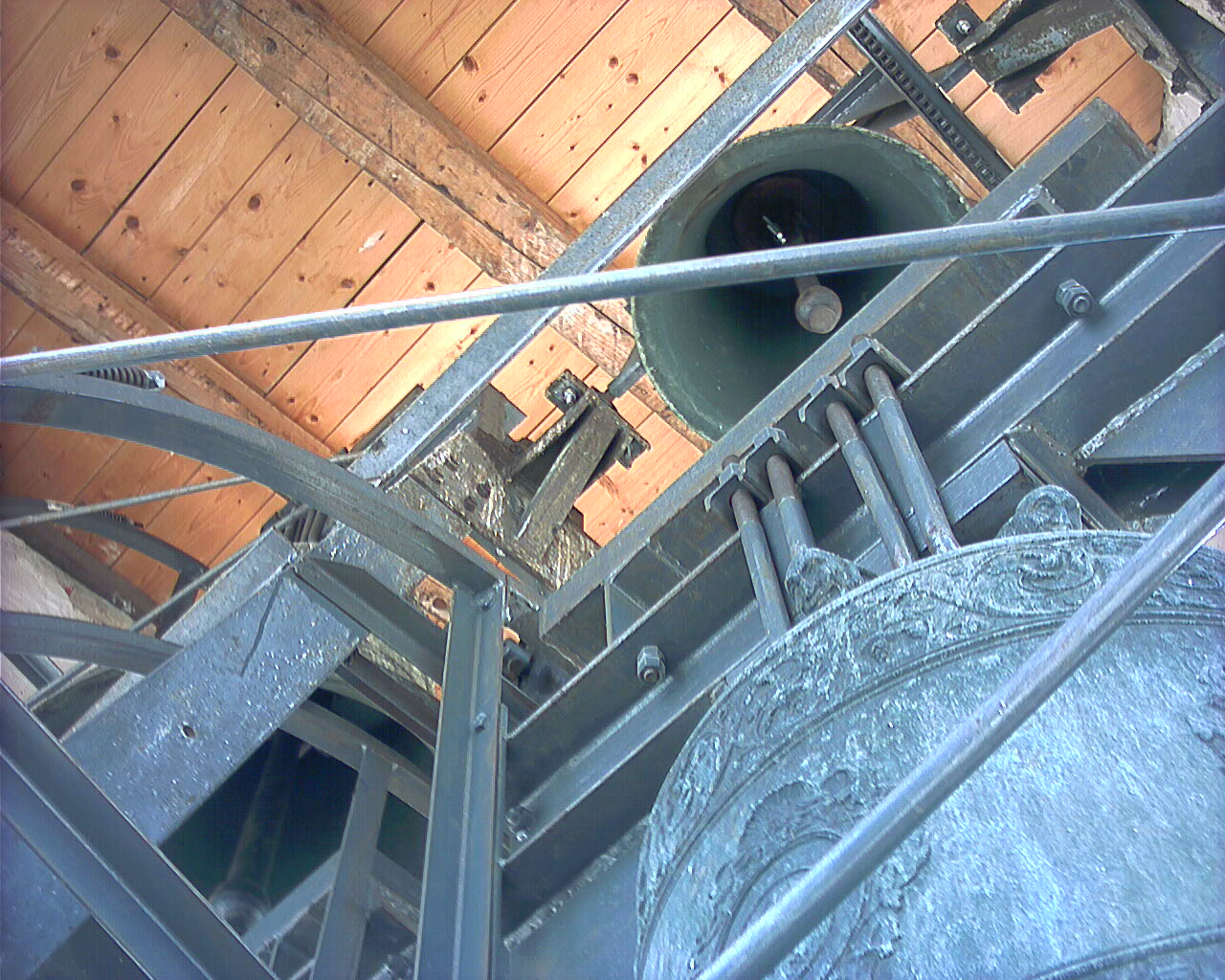
Particolare delle campane.

Il campanile, alto trenta metri, è addossato al lato nord della parrocchiale con la quale condivide parte della muratura. Fu costruito con molta probabilità alla metà del Cinquecento, sostituendone uno precedente. Originariamente la torre era caratterizzata, come altre nella zona, da una pigna terminale. Nella seconda metà del Settecento fu eseguita una prima sopraelevazione a tamburo esagonale (eliminando la pigna), completata da una lanterna sulla quale fu innestata una copertura a cipolla in piombo. Nel 1830 il campanile fu dotato di un primo orologio a carica, e nel 1884 furono sostituite le antiche campane con le attuali, fuse dalla ditta Luigi Cavadini di Verona, una delle più importanti fonderie d'Italia. Il campanello, di cui non si conosce la data di fusione, è della ditta Pietro Ferruzzi di Venezia.
Le campane sono ornate di decorazioni, immagini di santi e scritte latine in rilievo; in particolare:
- sulla campana grande: LAUDO DEUM DEFUNCTOS PLORO NIMBUM FUGO - "Lodo Dio, piango i defunti, metto in fuga i nuvoloni (le tempeste)"
- sulla campana media: S MARIA ORA PRO NOBIS - "S. Maria prega per noi"
- sulla campana piccola: PLEBEM VOCO FESTA HONORO - "Chiamo il popolo, onoro le feste"